# Siège de Ravenne
Le siège de Ravenne est un affrontement qui oppose le roi des Ostrogoths Théodoric le Grand au roi des Hérules Odoacre, le 25 février 493. Ce siège permet à Théodoric le Grand d'annexer l'Italie et la Dalmatie.

## Contexte politique
La chute de l'Empire romain en 476 avec l'avènement d'Odoacre permet à l'unité italienne de se renforcer autour de la dynastie des Hérules. Odoacre gouverne désormais à Ravenne et s'appuie sur l'ancienne aristocratie romaine qui l'aide à gouverner. Théodoric le Grand est le vassal d'Odoacre car celui-ci lui donne des terres en Italie. En 488, le pouvoir d'Odoacre est contesté par ses vassaux notamment Théodoric le Grand[réf. souhaitée].

## Guerre entre Odoacre et Théodoric le Grand
En 488, Théodoric forme une armée contre Odoacre et commence à soumettre l'Italie. Théodoric, après avoir pris Pavie en 493 doit faire face au siège de cette ville par son ennemi Odoacre. Il gagne la bataille et poursuit son ennemi dans la ville de Ravenne.

## Siège et la reddition de Odoacre
Le siège de la ville est particulièrement rude pour les deux ennemis qui se livrent un combat sans merci. Le 25 février 493, après un violent affrontement entre les deux armées, le roi Odoacre se soumet. Son plus jeune fils est exécuté le 15 mars 493 tandis qu'Odoacre et ses proches sont assassinés par Théodoric . Ce dernier installe sa capitale à Ravenne et gouverne l'Italie.

## Conséquences
Le roi des Ostrogoths est désormais un ennemi puissant qui fera face à la future puissance de la Gaule sous la conduite du roi Clovis qui sera un ennemi redoutable face au roi des Ostrogoths. Théodoric le Grand tentera une alliance avec le royaume des Wisigoths dont le roi sera Alaric II.